# Curtis Borchardt
Curtis Alan Borchardt (Buffalo, Nueva York, 13 de septiembre de 1980) es un exjugador de baloncesto estadounidense. Con 2.10 metros de estatura, jugaba el puesto de pívot. En la NBA jugó durante 2 temporadas, transcurriendo el resto de su carrera deportiva en España, donde destacaría en el CB Granada. Se retiró prematuramente a los 32 años por problemas de lesiones.

## Trayectoria Deportiva

### Instituto y Universidad
Con anterioridad, Curtis Borchardt jugó en Estados Unidos, donde comenzó a jugar al baloncesto en el Eastlake High School de Redmon, en el estado de Washington.
Allí ya dejó muestras de su calidad, promediando 28,2 puntos, 14,8 rebotes y 5,4 tapones.
Posteriormente, pasó a jugar en la prestigiosa Universidad de Stanford, donde jugó a un gran nivel durante tres temporadas junto a otros jugadores que también han pasado por la NBA como Josh Childress, Casey Jacobsen y los gemelos Collins (Jarron y Jason).
Allí se proclamó campeón de la conferencia Pacific 10 de la NCAA en 2001.
A nivel individual, Curtis consiguió el segundo mejor registro de la historia de dicha universidad en tapones, llegan a taponar hasta 146 tiros en sus 66 partidos disputados con el Cardinal, nombre por el que son conocidos los equipos deportivos de esta universidad.
Igualmente, fue elegido All-American de la NCAA por la Associated Press, así como fue integrante del equipo ideal de la conferencia Pacific 10 de la NCAA en 2002, después de promediar 16,9 puntos, 11,4 rebotes –tercero de todo el país-, 2,9 tapones y 2,0 asistencias en 27 partidos.

### NBA
Tras tres temporadas en Stanford, Curtis Borchardt decidió presentarse al Draft de la NBA de 2002, sin haber cumplido su ciclo universitario de cuatro años.
Sin embargo, sus lesiones en Stanford ensombrecieron su talento, por lo que fue elegido en el puesto nº18, una posición que se antojaba algo baja para un jugador que pasaba por ser uno de los mejores pívots universitarios del país.
Si bien fue elegido por los Orlando Magic, no llegó a disputar ningún encuentro con esta franquicia, ya que fue inmediatamente traspasado a los Utah Jazz a cambio de Ryan Humphrey y los derechos del draft de Jamal Sampson.
Ese mismo verano disputó la Rocky Mountain Revue (uno de los torneos veraniegos de la NBA) con los Utah Jazz, torneo que volvería a disputar en 2004, cuando fue integrante del quinteto ideal.
Tras su participación en la Rocky Mountain Revue de 2002, parecía que Curtis Borchardt disputaría bastantes minutos durante la temporada regular, pero una fractura por estrés del escafoide tarsiano hizo que se perdiese la temporada entera.
Una vez recuperado, el pívot afrontaba su segunda temporada con la esperanza de disputarla completa, pero una nueva serie de lesiones le impidieron disputar gran parte de la temporada, jugando 16 partidos de forma intermitente a lo largo del año.
A pesar de que se había perdido por lesión 148 partidos de 164 posibles en sus dos primeros años, el entrenador de los Utah Jazz, Jerry Sloan, decidió seguir contando con él, por lo que el equipo ejerció la cláusula de renovación de Borchardt, prolongando su contrato por dos años más.
Con esta nueva oportunidad, y la ausencia de graves lesiones, el jugador llega a disputar 67 partidos, siendo titular en 23 de ellos.
Sin embargo, sus promedios no terminan de convencer a su equipo, que decide incluirlo en el mayor traspaso de la historia de la NBA, en el que se ven involucrados trece jugadores y cinco equipos.
Fueron los Boston Celtics quienes obtuvieron a Curtis Borchardt en este traspaso, pero ni con los Celtics ni con los Memphis Grizzlies, su posterior equipo, llega a jugar, por lo que en octubre de 2005, rescinde su contrato y decide jugar en Europa.

### ACB
Alentado por Raúl López, a quien conoció durante su primera rehabilitación en los Utah Jazz, el pívot de Buffalo acepta una oferta del CB Granada, quien lo contrata en diciembre de 2005 hasta final de temporada. En su primera temporada en ACB, Borchardt promedia 15,8 puntos, 9,3 rebotes y 2 tapones por partido, estadísticas que le valen para recibir el galardón al mejor jugador del mes de abril y para salvar a su equipo del descenso.
La ausencia de lesiones importantes en este período, unido a sus excelentes números, hacen que algunos equipos NBA se interesen por sus servicios al finalizar su contrato en el verano del 2006. Pero cuando parecía que Curtis Borchardt se marcharía del CB Granada con destino a la NBA o algún equipo puntero europeo como el Maccabi Tel Aviv, decidió renovar por dos temporadas con el equipo nazarí. La integración del jugador y de su esposa (la exjugadora Susan King) en la ciudad, unida al agradecimiento hacia la directiva y a los servicios médicos del club, así como la recomendación de no forzar su físico jugando muchos partidos como en la NBA, hacen que Borchardt decida prolongar su estancia en este equipo.
Así pues, inicia su primera temporada completa en la ACB, la 2006-07, con muchas expectativas en torno a su juego, del que dependen gran parte de las aspiraciones de su equipo. En esta nueva temporada, el exjugador de Stanford promedia 15,2 puntos, 10,5 rebotes (líder en rebotes), 1,9 tapones y 23,8 puntos de valoración, unos números que si bien no le valen para entrar en el quinteto ideal de la temporada, si le otorgan los premios al mejor jugador de la ACB en los meses de noviembre, diciembre y enero. Sin embargo, sólo pudo jugar 26 partidos de liga, perdiéndose el final de temporada debido a una lesión en el hombro.
Se pierde también el inicio de la temporada 2007-08, no reapareciendo hasta la jornada 5 frente al Unicaja Málaga, partido en el que logra 23 puntos de valoración, tras más de seis meses sin jugar un partido oficial.
Sin embargo, la mala fortuna se vuelve a cebar con el pívot americano, ya que en la 18.ª jornada, frente al Grupo Capitol Valladolid, recibe un golpe en el hombro derecho, que aunque a priori solo le mantendría de baja entre 10 y 15 días, le impiden regresar finalmente durante el resto de la temporada, disputando tan sólo 13 partidos, en los que promedió 10,7 puntos, 10,5 rebotes y 1,3 tapones, para un total de 20 puntos de valoración.
Tras superar su grave lesión, en la temporada 2008 vuelve a jugar con el CB Granada, disputando 26 partidos, en los que nuevamente, sus números vuelven a situarlo como uno de los líderes estadísticos de la ACB: 12,3 puntos, 9,8 rebotes y 1,5 tapones, consiguiendo un promedio final de 19,9 puntos de valoración, llegando a conseguir algunas de las valoraciones más altas de los últimos años, como los 41 puntos de valoración logrados frente al Vive Menorca y frente al TAU Cerámica.
Sus espectaculares actuaciones en su etapa como jugador del CB Granada, le valieron para ganarse una gran popularidad entre los jugadores del videojuego de deporte de fantasía creado por la ACB llamado Supermanager. El hecho de alcanzar valoraciones cercanas a los 30 de valoración a lo largo de toda su estancia en la liga ACB le valieron para ganarse el apodo de "Dios del SM".

## Francia
Al finalizar la temporada, no recibe una oferta de renovación por parte del CB Granada, que en ese momento pasa por graves dificultades económicas, y acepta la oferta por dos temporadas del ASVEL Lyon-Villeurbanne, equipo francés de la LNB PRO A donde fue cortado y permaneció fuera de la competición de élite durante temporada y media antes de fichar por el Club Baloncesto Valladolid en enero de 2012.

## Estilo de juego
Curtis Borchardt juega de pívot. Gracias a sus 2.10 metros de altura, en defensa es un jugador intimidante, lo que unido a su coordinación, agilidad y entrega, hacen de él un jugador temido en defensa.
En ataque estático, se basa de unos movimientos rápidos cercanos al aro, con un buen tiro de media distancia, y una gran capacidad para jugar en equipo, ya que no se trata de un jugador egoísta, por lo que cuando las defensas se cierran en torno a él con un 2 contra 1, siempre está dispuesto a pasar el balón a un compañero mejor posicionado debido a su buena visión de juego. Además, al tratarse de un pívot ágil, es un pívot que corre el contraataque con facilidad.
En el apartado reboteador, nuevamente su agilidad y entrega le permiten capturar un gran número de rebotes en cada partido, tanto en defensa como en ataque, por lo que puede decirse que se trata de un pívot muy completo, y de los mejores que juegan actualmente en Europa.